# Bižuterija
Bižuterija je drugi studijski album hrvatske pop pjevačice Jelene Rozge. Album je 2011. godine objavila diskografska kuća Hit Records. Na albumu su sudjelovali i brojni gostujući glazbenici kao što su Tonči Huljić, Pero Kozomoara, Edo Botrić, Vjekoslava Huljić te Remi Kazinoti, koji je ujedno i producent albuma.
Na albumu se nalazi četrnaest pjesma, od kojih su dvije bonus "Sad ili nikad" (club remix) i "Aha", prva pjesma Jelena Rozge iz 1996. godine. Između ostalog, na albumu se nalaze i dva dueta "Ima nade" sa Željkom Samardžićem i "Ostavit' ću svitlo" s Klapom Iskon. S albuma je objavljeno devet singlova, a najuspješniji su Bižuterija, Ima nade, Daj šta daš, Svega ima al' bi još, Ona ili ja i Rodit ću ti 'ćer i sina.
Jelena je za navedeni album osvojila dvije nominacije u nagradi Porin i to u kategorijama Hit godine (za pjesmu Bižuterija) i Najbolji album zabavne glazbe. Pjesma Bižuterija osvojila je nagradu Hit godine.

## Pozadina
Jelena je 2006. godine objavila debitanski album Oprosti mala. Album je debitirao na prvom mjestu hrvatske službene liste prodaje albuma, a pjesma koja se posebno izdvojila bila je pjesma Gospe moja. Potaknuta uspjehom navedene pjesme, Jelena je u rujnu 2007. objavila re-izdanje albuma Oprosti mala.  Nakon pjesme Gospe moja, Jelena je u razdoblju od 2007. godine do 2010. godine objavila nekoliko singlova koji su pratili dalmatinsko-grčki melos pjesme Gospe moja. Pjesme koje su se posebno izdvojile bile su: Rodit ću ti ćer i sina, Daj šta daš, Svega ima, al' bi još, kao i dueti Ostavit ću svitlo i Ima nade. Jelenina karijera krenula je uzlaznom putanjom. Vrhunac navedenog uspjeha bila je pjesma Bižuterija. 
Naime, Jelena je u lipnju 2010. godine na Narodnom radiju u emisiji Glazbeni show Dalibora Petka predstavila pjesmu Bižuterija, s kojom se isto ljeto natjecala na Festivalu zabavne glazbe Split. Objavom pjesme, Jelena je najavila svoj drugi studijski album za rujan 2010. godine.  Pjesma Bižuterija ostvarila je veliki komercijalni uspjeh. Album nije objavljen u rujnu, ali je Jelena na jesen 2010. godine krenula na turneju Bižuterija koncertom u dvorani Krešimira Ćosića u Zadru (popularno Višnjik), a kao sljedeći veliki koncert najavljen je koncert u Spaladium Areni u Splitu. U siječnju 2011. godine, pred sam koncert u navedenoj dvorani, Jelena je objavila album Bižuterija.

## O albumu
Na albumu se nalazi 14 pjesama. Autori većine pjesama su Vjekoslava i Tonči Huljić; iznimka je pjesma Ona ili ja, koju su napisali Pero Kozomara i Robert Pilepić. Producent većine pjesama je Remi Kazinoti. Na albumu su se našle dva dueta: pjesma Ima nade sa Željkom Samardžićem i Ostavit ću svitlo s klapom Iskon. Kao posljednja pjesma na albumu je pjesma Aha - pjesma s kojom je Jelena imala prvi javni nastup 1996. godine na Dori. Album je zvukovno kohezivan i prevladava dalmatinsko-grčki melos.

## Komercijalni uspjeh
Album je debitirao na mjestu broj jedan na Službenoj top ljestvici prodanih albuma u Hrvatskoj. Na mjestu broj jedan ostao je pet neuzastopnih tjedana. Nagrađen je zlatnom nakladom samo mjesec dana od izlaska.

## Turneja
Album je podržan turnejom Bižuterija. Turneja je započeta u listopadu 2010. godine u Zadru, a završila je u studenom 2012. godine u sarajevskoj Skenderiji. Tijekom turneje Jelena je održala koncerte u svim većim gradovima regije. Koncertom u Spaladium Areni postala je prva žena koja je napunila navedenu dvoranu.

## Popis pjesama
| Bižuterija | Bižuterija                               | Bižuterija                       | Bižuterija        | Bižuterija | Bižuterija | Bižuterija | Bižuterija | Bižuterija | Bižuterija |
| Br.        | Skladba                                  | Autor                            | Producent(i)      | Trajanje   |            |            |            |            |            |
| ---------- | ---------------------------------------- | -------------------------------- | ----------------- | ---------- | ---------- | ---------- | ---------- | ---------- | ---------- |
| 1.         | »Karantena«                              | Tonči Huljić • Vjekoslava Huljić | Remi Kazinoti     | 3:35       |            |            |            |            |            |
| 2.         | »Grizem«                                 | Huljić • Huljić                  | Kazinoti          | 4:04       |            |            |            |            |            |
| 3.         | »Sad il' nikad«                          | Huljić • Huljić                  | Kazinoti          | 3:24       |            |            |            |            |            |
| 4.         | »Bižuterija«                             | Huljić • Huljić                  | Kazinoti          | 4:10       |            |            |            |            |            |
| 5.         | »Ona ili ja«                             | Pero Kozomara • Robert Pilepić   | Kazinoti          | 3:36       |            |            |            |            |            |
| 6.         | »Ima nade (feat. Željko Samardžić)«      | Huljić • Huljić                  | Kazinoti          | 3:33       |            |            |            |            |            |
| 7.         | »Rodit ću ti 'ćer i sina«                | Huljić • Huljić                  | Kazinoti          | 3:44       |            |            |            |            |            |
| 8.         | »Daj šta daš«                            | Huljić • Huljić                  | Kazinoti          | 3:26       |            |            |            |            |            |
| 9.         | »Svega ima, al' bi još«                  | Huljić • Huljić                  | Kazinoti          | 3:31       |            |            |            |            |            |
| 10.        | »Djevica«                                | Huljić • Huljić                  | Edo Botrić        | 3:50       |            |            |            |            |            |
| 11.        | »Ožiljak«                                | Huljić • Huljić                  | Kazinoti          | 3:37       |            |            |            |            |            |
| 12.        | »Ostavit' ću svitlo (feat. klapa Iskon)« | Huljić • Huljić                  | Kazinoti          | 3:51       |            |            |            |            |            |
| 13.        | »Sad il' nikad (club remix)«             | Huljić • Huljić                  | Kazinoti          | 3:31       |            |            |            |            |            |
| 14.        | »Aha«                                    | Huljić • Huljić                  | Stipica Kalogjera | 2:57       |            |            |            |            |            |
| 50:44      |                                          |                                  |                   |            |            |            |            |            |            |

## Top ljestvice
| Top ljestvica (2011.)             | Pozicija |
| --------------------------------- | -------- |
| Hrvatska nacionalna top ljestvica | 1        |

| Država   | Certifikacija |
| -------- | ------------- |
| Hrvatska | Zlatna        |